# Diane Quon
Diane Moy Quon é uma produtora cinematográfica americana. Como reconhecimento, foi nomeado ao Óscar 2019 na categoria de Melhor Documentário em Longa-metragem por Minding the Gap (2018).